# Сельское хозяйство Джибути
Сельское хозяйство составляет 2,8 % ВВП Джибути. Однако его полноценному развитию мешают частые засухи. Так, из-за засухи 1982 года к 1985 году 85 % джибутийских кочевников потеряли от 50 до 60 % голов скота.
В Джибути, по состоянию на 1991 год, доля занятых в сельском хозяйстве составляла около 75 процентов от всей трудоустроенной части население страны.

## Животноводство
Наличие пастбищ (11 % территорий) способствует развитию животноводства. По данным на 2014 год поголовье коз составляет 507 000, овец — 470 000, верблюдов — 60 000, одомашненных птиц — около 1 000.

## Земледелие
Земледелие практически отсутствует. Площадь обрабатываемых земель — примерно 1 %. Большой ущерб ему наносят частые засухи. Тем не менее в 2013 году были собраны пять тонн апельсинов, а в 2014 — двадцать тонн сахарной кукурузы. Также выращиваются пшеница, оливки, подсолнух, ячмень, бананы, яблоки, какао-бобы, картофель и чай. Незначительно развито сфера виноделия.

## Землепользование и ирригация
В стране из 10 км² отводимых под орошаемое земледелие, до 2 % пахотных земель и около 60 % пригодны для выпаса скота. Большая часть пахотных земель находится в регионе Таджура и в горах Мабла около Обока. Самые высокие части гор Года получают 300—500 мм осадков в год, а прилегающая территория, севернее гор Мабла, получает 200—300 мм. Средняя и Южная горы Бура и Арта в среднем от 150 до 250 мм.

## Рыболовство
Джибути имеет береговую линию в 372 км и морской район в 6280 км² на пересечении Красного моря и Аденского залива. Улов рыбы в Джибути в 1981 году составил 503 тонны. Большинство рыбацкий угодий сосредоточены на восточном побережье недалеко от столицы города Джибути.